# Су-24МР

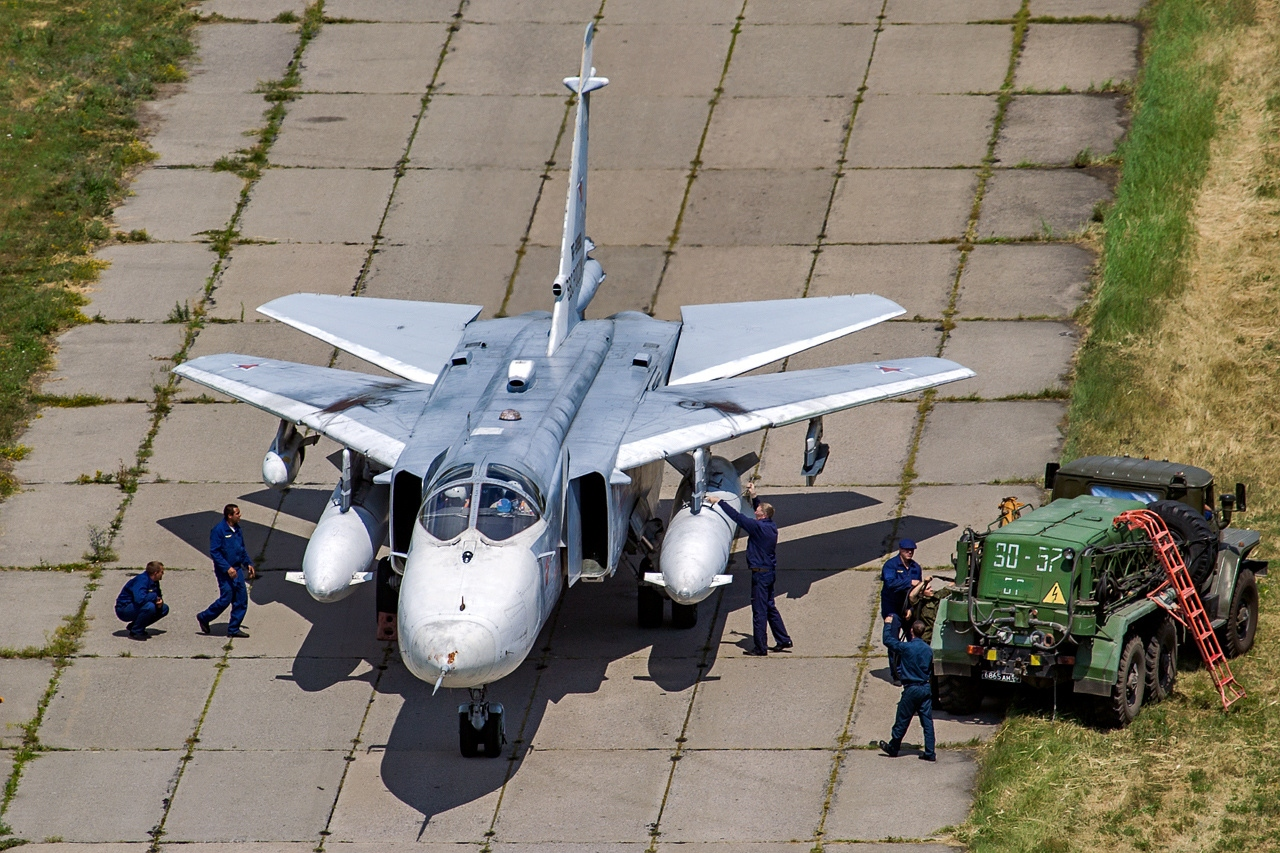
Су-24МР

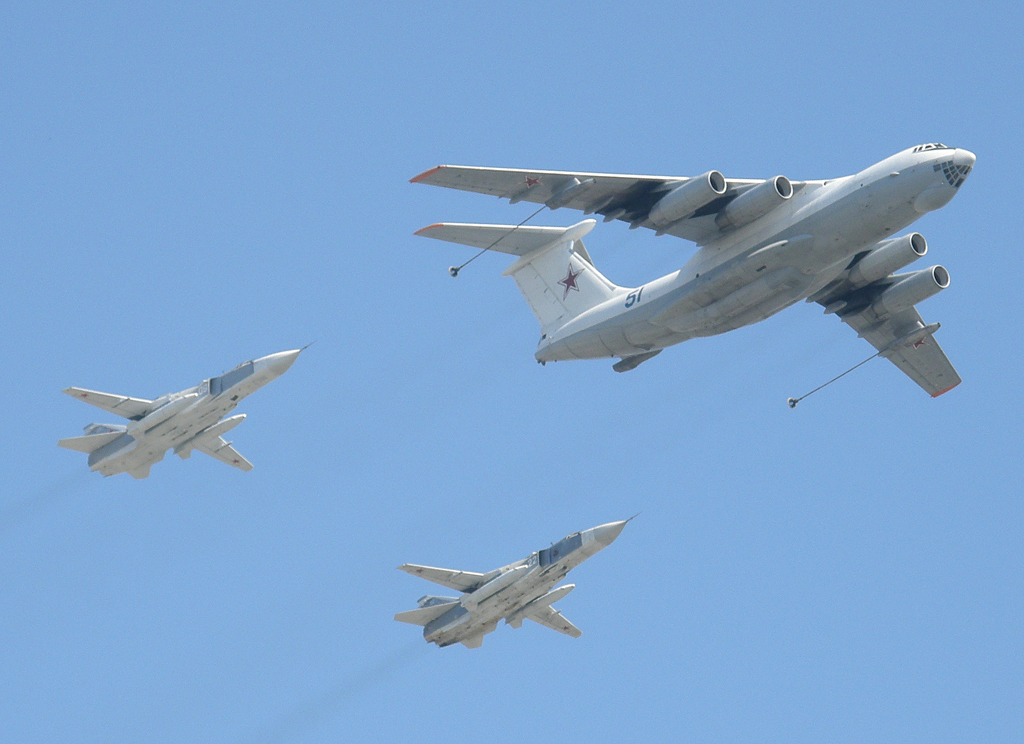
Су-24МР совместно с топливозаправщиком Ил-78

Су-24МР (изделие 48) — советский тактический разведывательный самолёт. Предназначен для ведения комплексной всепогодной разведки днём или ночью на глубине до 400 км за линией боевого соприкосновения войск.

## История разработки
В процессе создания высотного разведчика МиГ-25Р (зав. испыт. в 1964 г) в СССР была принята программа по разработке и внедрению средств авиационной разведки на современных на тот момент лазерных, тепловых и радиолокационных технологиях. Результатом работ стало создание новых аэрофотоаппаратов А-72 и А-Е/10, станции радиотехнической разведки «Куб», РЛС бокового обзора «Сабля» и «Шомпол», станций СРС-9 «Вираж» и СРС-13 «Тангаж». 
Но самолёт МиГ-25Р был узкоспециальным высотным разведчиком, а в войсках также требовался и низковысотный скоростной разведчик, под который было решено переоборудовать новый тогда фронтовой бомбардировщик Су-24 разработки ОКБ-51.
Всю бортовую аппаратуру разведки было решено свести в централизованный комплекс. Разработку комплекса поручили коллективу московского НИИ-17 (предприятие «п/я А-7866», Московский НИИ приборостроения, с 1.09.1980 г. на базе НИИ образовано НПО «Вега» Минрадиопрома). Разработка комплекса БКР-1 с РСА М101 «Штык» была начата в 1973 году. Главный конструктор — О. А. Яковлев (1973-1988 гг). Комплекс принят на вооружение в 1982 году.
Почти все модификации самолёта Т-6, в том числе и разведчик Т-6МР были созданы под руководством главного конструктора Е. С. Фельснера.
Лётные испытания новой модификации самолёта начались в сентябре 1980 года, а на вооружение принят в 1984 году. С 1985 года начались поставки в ВВС. Самолёт строился на Новосибирском авиазаводе им. В.П. Чкалова 1 ГУ МАП (предприятие «п/я Г-4744»). Всего в разведывательной модификации было изготовлено 130 машин.

## Конструкция
Базовая конструкция «изделия 48» основана на конструкции самолёта-постановщика помех Су-24МП («изделие 46»). Разведчик не несёт никакого наступательного вооружения. Для самообороны под левой плоскостью могут подвешиваться две ракеты Р-60. Пушечное вооружение отсутствует.

### Разведывательное оборудование
Разведывательное оборудование самолёта представлено бортовым комплексом разведки БКР-1, в составе:
- РЛС бокового обзора М-101 «Штык». Разрешающая способность РЛС составляет 5-7,5 м. Установлена в носовой части самолёта вместо РЛС «Орион»;
- Панорамный аэрофотоаппарат АП-402П с разрешающей способностью 0,3 м, смонтирован вместо станции «Кайра»;
- Аппаратура телевизионной разведки М-152.2 «Аист-М», установлена на месте станции «Кайра»;
- Перспективный аэрофотоаппарат А-100, установлен под левым воздухозаборником;
- Станция инфракрасной разведки «Зима» — в задней части фюзеляжа;
- На внешней подвеске размещается контейнер радиационной разведки М-341 «Эфир-1М» (под правой плоскостью) и контейнер с лазерной аппаратурой М-103 «Шпиль-2М» (под фюзеляжем). Вместо контейнера с аппаратурой М-103 может подвешиваться контейнер с аппаратурой общей радиотехнической разведки М-321 — станция СРС-14 «Тангаж»

РЛС «Штык» обеспечивает просмотр зоны шириной 24 км с каждой стороны от линии курса при ширине непросматриваемого участка непосредственно под самолетом 8 км, высота полета при радиолокационной разведке 100-3000 м, разрешение 57,5 м. Телевизионная разведка производится с высот 200-1000 м, обеспечивает ширину полосы захвата, равную девяти высотам полета, и разрешение на местности 0,56 м. Лазерная разведка производится с высот 150—500 м, обеспечивает ширину полосы захвата, равную четырем высотам полета, и разрешение на местности 0,3 м. Инфракрасная разведка производится с высот 200—1000 м, и обеспечивает ширину полосы захвата, в 3,4 раза превышающую высоту полета, и угловое разрешение от 0,3 до 9 минут. Панорамная фоторазведка производится с высот 150—2000 м, обеспечивает ширину полосы захвата, в 10 раз превышающую высоту полета, и разрешение на местности 0,2—0,3 м. Перспективная фоторазведка производится с высот 50—2000 м, обеспечивает ширину полосы захвата, в 6 раз превышающую высоту полета, и разрешение на местности 0,3—0,4 м
Полученная развединформация может обрабатываться прямо на борту самолёта в полёте. Информация передаётся на землю по закрытым каналам связи, фотоинформация может сбрасываться в специальных контейнерах.

## Боевое применение
Су-24МР использовался федеральными силами в обоих Чеченских войнах. При их участии была уничтожена авиация Ичкерии в начале Первой Чеченской войны.
Су-24МР использовался российской и украинской сторонами во время российского вторжения на территорию Украины, совершая по 2-4  вылета в день на средних и больших высотах вдоль границ Украины с начала февраля до конца апреля 2022 года

## На вооружении
На 2021 год в составе морской авиации России находятся около 12-15 Су-24МР, ещё 60-70 несут службу в частях ВКС.

## Памятники
| Су-24МР | 37 RF-91814 | Площадь Памяти г. Новый Уренгой, Россия |  |